# Літке Федір Петрович
Граф Федір Петрович Літке (рос. Фёдор Петро́вич Ли́тке; нім. Friedrich Benjamin Graf von Lütke, Фрідріх Беньямін Граф фон Лютке; 17 [28] вересня 1797, Санкт-Петербург — 8 [20] серпня 1882, Санкт-Петербург) — російський мореплавець, географ, дослідник Арктики, генерал-ад'ютант, адмірал (1855), президент Академії Наук у 1864–1882 роках.

## Біографія

### Дитинство і юність
Федір був сиротою з народження — його мати Анна Іванівна (уроджена Анна Доротея Енгель) померла при пологах, залишивши п'ятьох малолітніх дітей. Овдовілий батько одружився вдруге на молодій жінці.
Уже в ранньому дитинстві Федора віддали в пансіон Мейєра (1803—1808), а коли батько помер, то навчання довелося залишити — мачуха не стала платити за навчання.
До 15 років жив в будинку свого дядька Ф. І. Енгеля, члена Державної ради. Наданий самому собі, Федір не отримав систематичної освіти, хоча і перечитав, за свідченням його друга Фердинанда Петровича Врангеля, надзвичайно багато книг, чому сприяли «ненаситна жага знань, яка становила характерну рису його характеру, і видатні розумові здібності».
У 1810 році одна з сестер Федора вийшла заміж за капітана 2-го рангу Івана Сульменева, що став згодом адміралом. Це визначило подальшу долю хлопчика. Під час війни 1812 року Сульменев командував загоном балтійських парусно-гребних канонерських човнів. Коли загін став на зимівлю в Свеаборг, до Сульменева приїхала дружина з юним Федором. Хлопчик все дні проводив на кораблях, а його улюбленими книгами стали твори знаменитих мореплавців. Переконавшись, що Федір серйозно вирішив стати моряком, Сульменев найняв учителів, які знайомили його з основами математики та навігації. Юний гардемарин почав службу в загоні Сульменева. За сміливість, спритність і самовладання в боях проти французьких частин в Данцигу під командуванням Сульменева Федір Літке був нагороджений відзнакою Військового ордена і поставлений в мічмани.

### Морська служба
У 1817 році, дізнавшись, що Василь Головнін збирається в навколосвітній похід на шлюпі «Камчатка», Сульменев рекомендував йому свого улюбленця. Плавання навколо світу вважалося справою великої важливості, і потрапити в команду було великою честю. На шлюпі Літке зустрівся з колишнім ліцеїстом, другом Олександра Пушкіна, волонтером Федором Матюшкіним, молодшим вахтовим офіцером Фердинандом Врангелем (майбутнім відомим дослідником Арктики), гардемарином Феопемтом Лутковським . Всі вони пристрасно мріяли здійснити навколосвітнє плавання і були щасливі, що Головнін взяв їх.

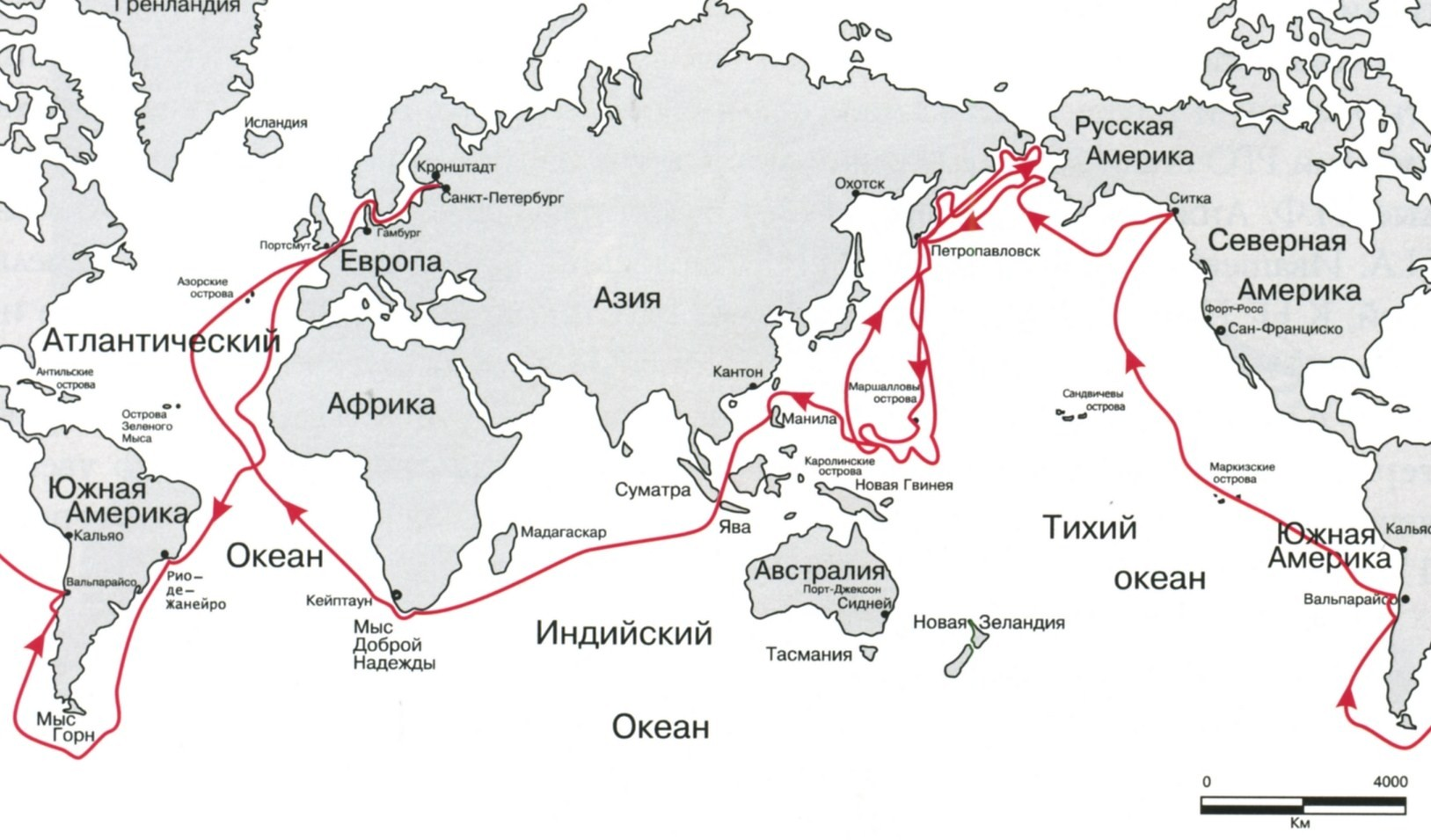
Плавання Ф. П. Літке на шлюпі «Сенявін» в 1826—1828 роках

Ф. П. Літке

Плавання тривало з 26 серпня 1817 по 5 вересня 1819. Шлюп «Камчатка» перетнув Атлантику, обігнув мис Горн, далі через весь Тихий океан добрався до Камчатки, побував у всіх російських володіннях Північної Америки, на Гавайських, Маріанських і Молуккських островах, перетнув Індійський океан і, обігнувши мис Доброї Надії, повернувся в Кронштадт.
Літке займав на шлюпі пост начальника гідрографічної експедиції. З дворічного плавання, за словами Літке, він повернувся «справжнім моряком». Літке і на шлюпі продовжував займатися самоосвітою — вивчив англійську мову, робив переклади, астрономічні спостереження і обчислення.
У 1821 — 1824 роках в ході самостійних наукових експедицій на шістнадцятигарматному бризі «Нова Земля», які йому доручили за рекомендацією Головніна, Літке описав береги Нової Землі, зробив багато географічних визначень місць по березі Білого моря, досліджував глибини фарватеру і небезпечних мілин цього моря. У 1828 році була опублікована книга Літке «чотириразова подорож в Північний Льодовитий океан на військовому бригу „Нова Земля“ в 1821—1824 роках», яка принесла йому популярність і визнання в науковому світі.
У 1826 році Літке відправився командиром шлюпа «Сенявін» в нове навколосвітнє плавання, що тривало три роки. За результатами це була одна з найбільш успішних експедицій першої половини XIX століття: в Беринговому морі визначені найважливіші пункти берега Камчатки від Авачинської губи на північ; описаний до того невідомий острів Карагинський, острів Матвія і берег Чукотської Землі; визначені острови Прібилова; досліджені і описані архіпелаг Каролінський (відкриті острови Сенявіна), острови Бонін-Сіма (Оґасавара) і багато інших. Зайнятий історичним і гідрографічним описом результатів експедиції, Літке частину своїх наукових матеріалів передав академіку Е. Ленцу і Гельсингфорсського професору Гельштрему. Перший надрукував в академічних «Мемуарах» «Про нахили і напругу магнітної стрілки за спостереженнями Літке», другий — «Про барометричні та сімпієзометричні спостереження Літке і про теплоту в тропічних кліматах».
25 серпня 1829 року після повернення з плавання шлюп «Сенявін» був зустрітий в Кронштадті гарматним салютом. Відразу після повернення Літке призначили капітаном першого рангу (минаючи чин) і нагородили орденом Св. Анни II ступеня. У 1829 Літке був обраний членом-кореспондентом Академії наук, а в 1836 він отримав Демидівську премію за опис своїх подорожей. У 1829 був нагороджений орденом Святого Георгія 4-го класу «за сумлінну вислугу, в офіцерських чинах, 18-ти шестимісячних морських кампаній» .
У 1832 Літке отримав орден св. Володимира 3-го ступеня за керівництво доставкою провіанту через Данциг по Віслі для діючої армії в Царстві Польському.

### Літке і князь Костянтин Миколайович
1 лютого 1832 Літке був призначений флігель-ад'ютантом, а в кінці року став вихователем п'ятирічного князя Костянтина Миколайовича, якому його батьком, імператором Миколою I, була призначена служба у флоті. Цій справі Літке віддав 16 років.
Костянтин Миколайович полюбив море і з 1855 року керував флотом і морським відомством на правах міністра. Саме йому після поразки в Кримській війні судилося провести ряд важливих реформ: замінити вітрильний флот паровим, скоротити берегові служби, заборонити у флоті тілесні покарання і ін. При імператорі Олександрі II князь сприяв проведенню перших реформ, включаючи скасування кріпацтва, запровадження гласного суду і обмеження тілесних покарань.
У бесідах з В. Я. Струве, К. М. Бером, К. І. Арсеневим і бароном Ф. П. Врангелем у Літке виникла ідея про утворення Імператорського російського географічного товариства, яке після його створення в 1845 році і очолив князь Костянтин Миколайович.
У 1835 році Літке було надано чин контр-адмірала, в 1842 — звання генерал-ад'ютанта, в 1843 — чин віце-адмірала. У 1850 році віце-адмірал Літке був призначений головним командиром Ревельского порту і військовим губернатором Ревеля. У 1852 році Федір Петрович був нагороджений орденом Св. Олександра Невського з даруванням в 1858 році до нього алмазних знаків.
Під час Кримської війни 1853—1856 Літке організував дієву оборону Фінської затоки від переважаючих сил англо-французької ескадри, за що отримав чин повного адмірала і був призначений членом Державної ради.
У 1866 році «за довготривалу службу, особливо важливі доручення і вчені праці, що придбали європейську популярність», був зведений у графський титул. У 1870 році нагороджений орденом Св. Андрія Первозванного з дарування в 1876 році до нього алмазних знаків.

## Наукова робота
Двадцять років (з перервою на службу на посаді командира порту і військового губернатора в Ревелі і Кронштадті) Літке був віце-президентом Російського географічного товариства. Він також брав діяльну участь в заняттях Миколаївської головної обсерваторії, у свій час керуючи її справами.
Великі були заслуги Літке і на посаді президента Академії Наук (1864—1882). При ньому були розширені засоби головної фізичної обсерваторії, метеорологічної та магнітної обсерваторій в Павловську; збільшено число премій за наукові та літературні твори, покращено стан музеїв, колекцій та інших вчених посібників.